# Chamaecyparis thyoides
Chamaecyparis thyoides — вид хвойних рослин з родини кипарисових (Cupressaceae). Місцем проживання цього виду є схід США. Вид зазвичай росте в більш-менш чистих насадженнях на болотах, а також уздовж притокових коридорів низинних річок в оточенні інших деревних порід, які утворюють основні типи лісів регіону, де він зустрічається (зустрічається від рівня моря до 450 м над рівнем моря).

## Опис
Дерева до 20(28) метрів; стовбура до 0.8(1.5) метрів у діаметрі. Кора темно-коричнево-червона, нерівномірно бороздчаста. Листки гілочок до 2 мм, верхівка від гострої до загостреної. Пилкові шишки 2–4 мм, темно-коричневі; пилкові мішечки жовті. Насіннєві шишки дозрівають і розкриваються в перший рік, 4–9 мм ушир, сизі, синювато-фіолетові до червонувато-коричневих, не помітно смолисті. Насіння по 1–2 на лусочці, 2–3 мм, крило вужче за тіло.

## Використання
Деревина цієї породи легка, стійка до гниття і все ще широко використовується на південному сході США для багатьох цілей, пов'язаних із зовнішніми комунальними послугами. Іноді дерева культивують і продають як декоративні, але істотної торгівлі садівництвом немає.